# Argyrodes coactatus
Argyrodes coactatus är en spindelart som beskrevs av Lopez 1988. Argyrodes coactatus ingår i släktet Argyrodes och familjen klotspindlar.
Artens utbredningsområde är Franska Guyana. Inga underarter finns listade i Catalogue of Life.